# Kari Jaako
Kari Jaako, född 2 juni 1965 i Kiruna, är en svensk före detta professionell ishockeyspelare (center).
I Elitserien har han spelat för Frölunda HC och Luleå HF.